# Virgularia kophameli
Virgularia kophameli är en korallart som beskrevs av May 1899. Virgularia kophameli ingår i släktet Virgularia och familjen Virgulariidae. Inga underarter finns listade i Catalogue of Life.